# 卡萨斯瓦哈斯

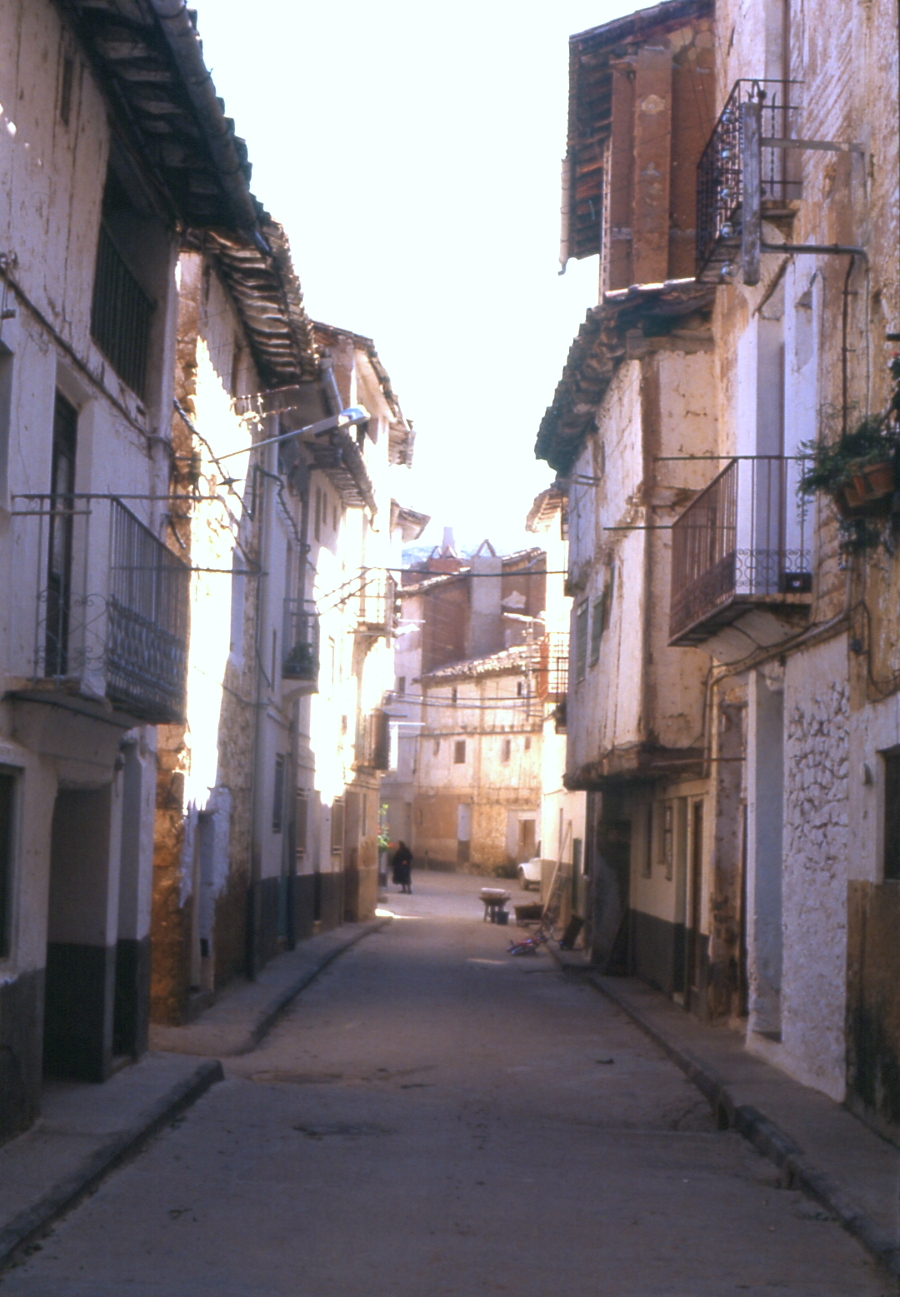
卡萨瓦哈, Paso 道 (1987年)

卡萨斯瓦哈斯，是西班牙巴伦西亚自治区巴伦西亚省的一个市镇。总面积23平方公里，总人口273人（2001年），人口密度12人/平方公里。